# Liparis megacephalus
Liparis megacephalus és una espècie de peix pertanyent a la família dels lipàrids.

## Hàbitat
És un peix marí, demersal i de clima polar que viu entre 58 i 69 m de fondària.

## Distribució geogràfica
Es troba a l'est del mar de Bering i l'oest de les illes Aleutianes.

## Observacions
És inofensiu per als humans.